# 스테판 마카로프
스테판 오시포비치 마카로프(러시아어: Степа́н О́сипович Мака́ров, 1849년 1월 8일 ~ 1904년 4월 13일)는 러시아 제국 해군의 해군 중장으로 해양학자, 러시아 제국 과학아카데미의 회원이었다. 러일 전쟁 당시 러시아에서 가장 유능한 해군 사령관으로 동아시아 함대 사령관이었다.

## 생애

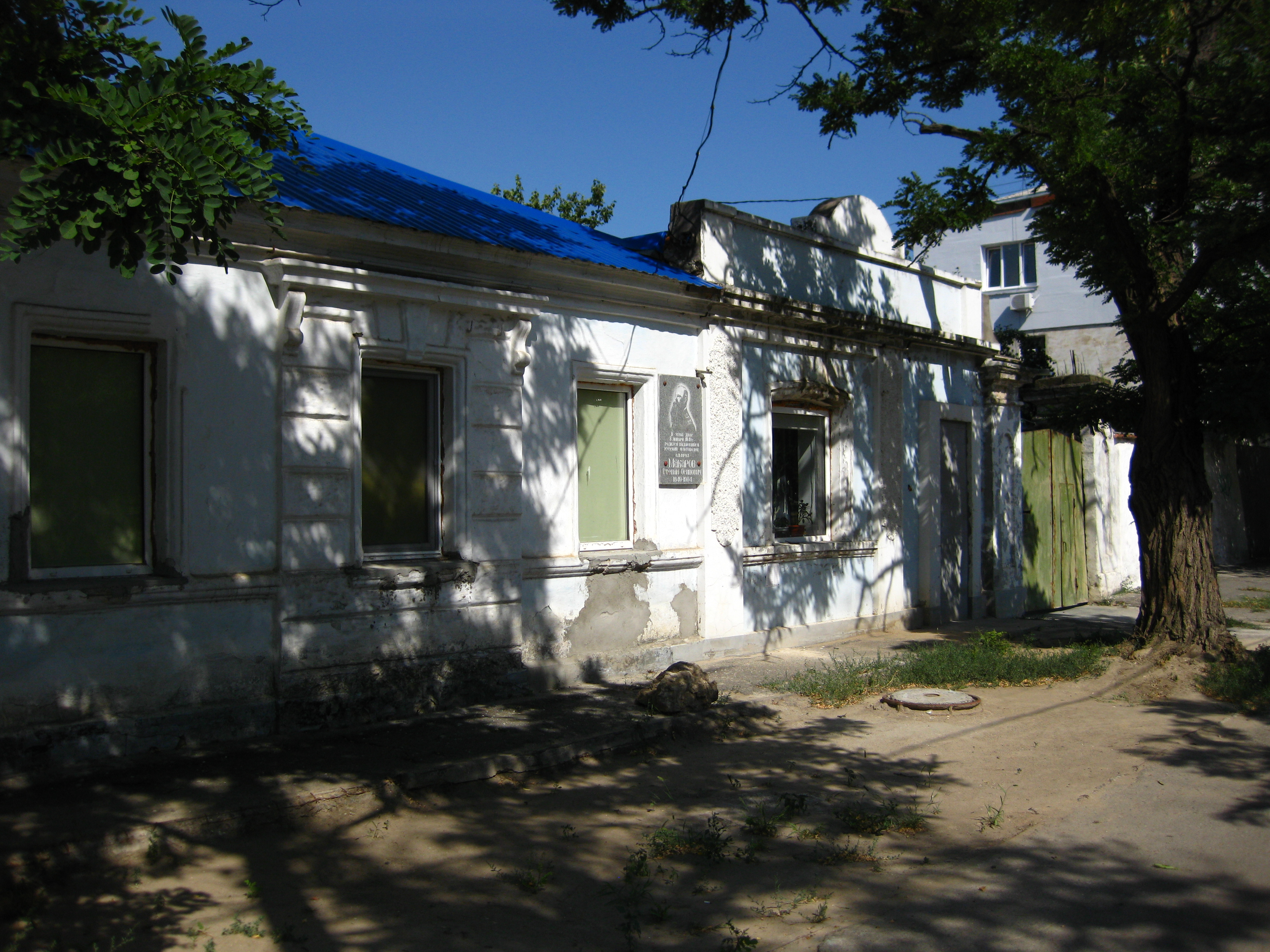
마카로프의 생가

1849년 1월 8일 당시 러시아 제국의 영토였던 우크라이나의 헤르손 현(현재의 미콜라이우)에서 해군 준사관 가정의 아들로 태어났다. 아버지의 전속에 따라 니콜라옙스크나아무레로 이주를 하여 1858년, 니콜라옙스크나아무레의 항해사 학교에 입학한다. 1865년 항해사 학교를 수석으로 졸업했지만, 아버지의 희망에 따라 항해사가 아니라 해군 사관 후보생이 된다.
1863년 러시아 해군에 들어가 러시아 태평양 함대의 사관 후보생으로 복무를 하였고, 1866년 블라디보스토크에서 남아프리카 공화국의 희망봉까지 세계 일주를 하였다.
1867년, 러시아 태평양 함대에 배속이 되었다. 1872년에 발트 함대, 1876년에는 흑해 함대에서 근무를 하게 된다.
1876년까지 발트 함대에서 활동하다가 흑해 함대로 전역했고 이후 1877년 ~ 1878년 러시아-투르크 전쟁에 참전했고 1877년 1월 16일 어뢰로 오스만 제국의 상선을 격침시키기도 했다. 1877년, 러시아 - 튀르크 전쟁에 어뢰정 모함 〈벨리키 크냐즈 콘스탄틴〉(Velikiy Knyaz Konstantin)의 스키퍼로 종군한다. 마카로프는 러시아 제국 해군의 어뢰정 운용, 전술론에 관한 전문가 중 한 사람이었으며, 러시아 - 튀르크 전쟁에서 자신의 어뢰정 전술 이론을 실천에 옮겼다. 1878년 1월 16일, 오스만 제국의 경비선 ‘인티바크’(Intibakh)에 어뢰를 이용한 세계 최초의 대함 공격을 했다. 1879년부터 1880년, 그는 러시아가 중앙아시아 정복에 나서는 동안, 해군 임시직으로 복무를 했다. 1881년, 1월 1일에 대위로 승진했다. 1881년에서 1882년에는 증기선 ‘타마니’, 1885년에는 프리깃함 ‘포자르스키’의 함장을 역임했다. 그리고 1886년 ~ 1889년과 1894년 ~ 1896년에 다시 세계 일주를 했고 1899년과 1901년에 북극 원정을 했다.
1904년에 러일 전쟁이 발발하자 새로 부임했으나 4월 13일 여순항 해전 중 페트로파블로브스크를 타고 일본 연함 함대를 발견하고 쫓아가다 기뢰에 걸려 페트로파블로브스크호가 폭발하면서 파편에 맞아 죽었다. 얼마 뒤 페트로파블로브스크호는 마카로프 제독과 러시아의 유명한 전투 화가 바실리 베레샤긴, 그리고 수많은 승무원들과 함께 침몰했다.

## 추모

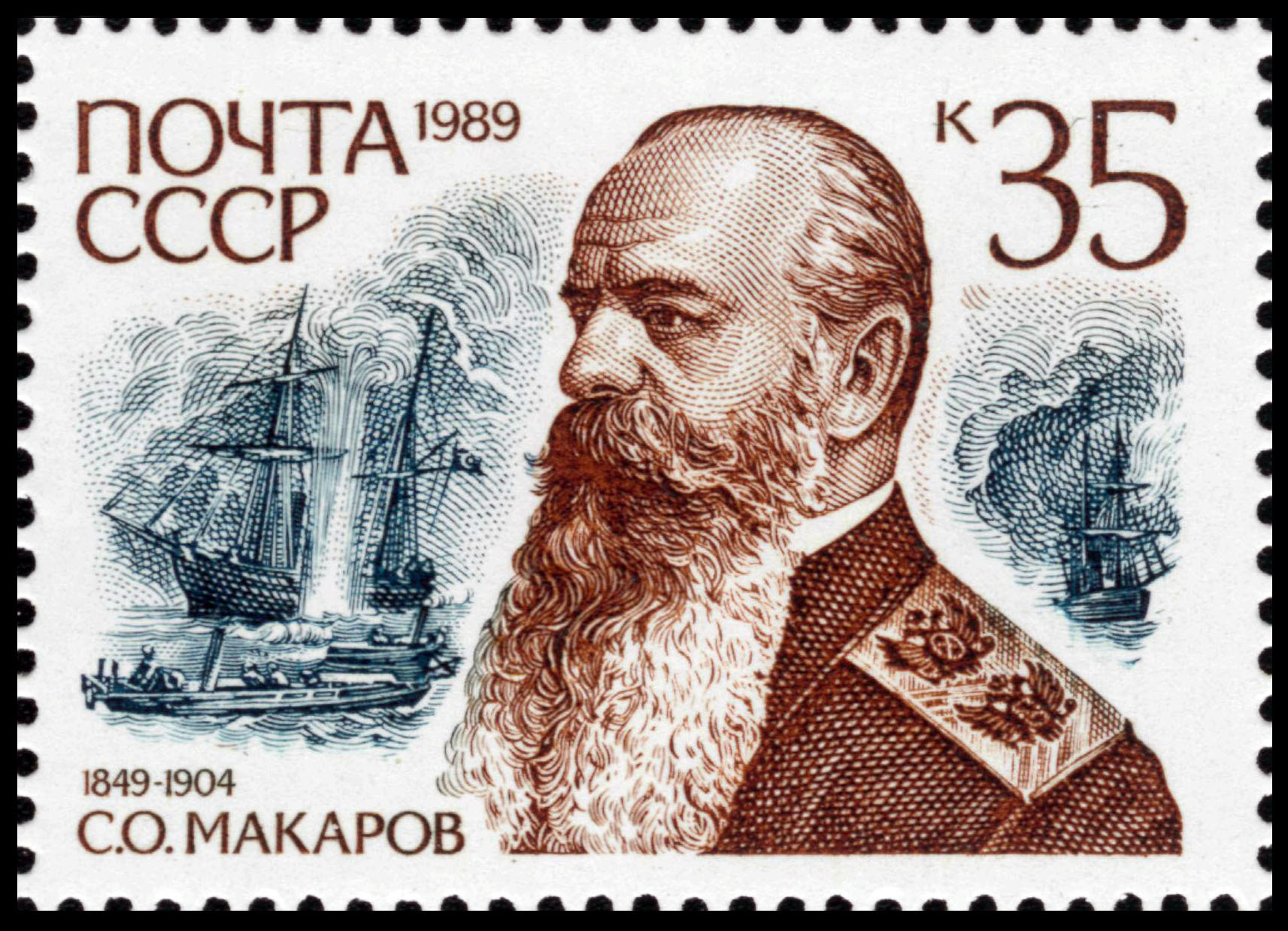
소련의 스테판 마카로프 우표

사후 소련의 우표에도 수록되고 우크라이나와 블라디보스토크에도 그의 기념비가 세워졌으며 노르덴시욀드 열도에도 그의 이름 딴 섬이 생겨났다.
그리고 1905년에 프랑스 라 시니 조선소에서 그의 이름을 딴 2번함 어드미럴 마카로프호가 건조되었고 어드미럴 마카로프호는 1908년 취역해 발트 함대에 배치되어 제1차 세계대전 동안 독일 해군과 격전 벌이다가 1922년 해체되었다.

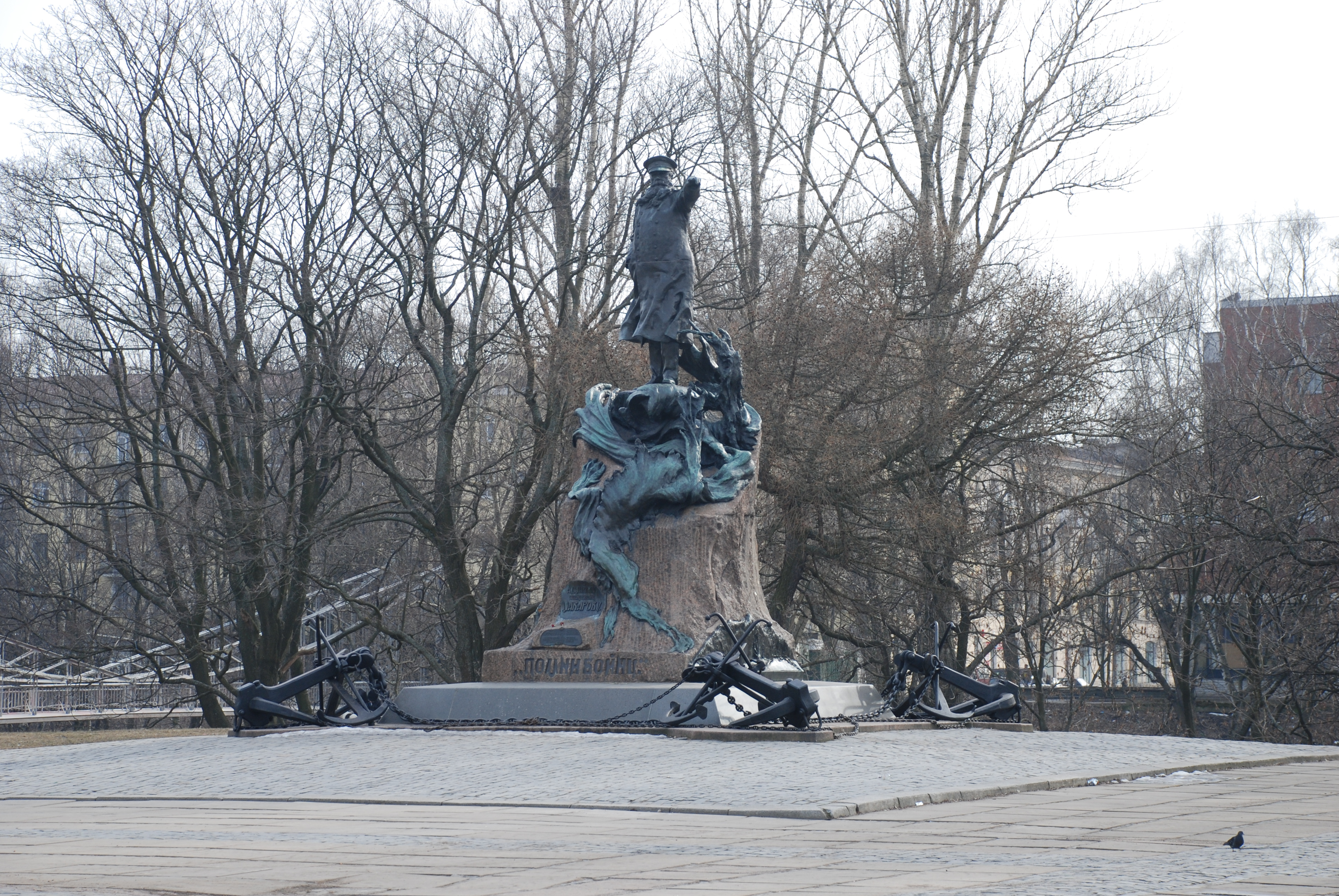
스테판 마카로프의 기념비

## 참고자료
- Grant, Captain R. (1907). 《Before Port Arthur in a Destroyer: The Personal Diary of a Japanese Naval Officer》. 런던: John Murray.
- 머핸, 캡틴 알프레드 세이어 (1906년 6월). “Reflections, Historic and Other, Suggested by the Battle of the Japan Sea (Tsushima)”. 《Proceedings》 (미국해군연구소). XXXVI (2).
- 코우너, 로템 (2006). 《Historical Dictionary of the Russo-Japanese War》. Scarecrow. ISBN 0-8108-4927-5.
- Spector, Ronald (2001). 《At War, at Sea: Sailors and Naval Warfare in the Twentieth Century》. New York: Viking Press. ISBN 978-0-670-86085-2. OCLC 123102596.
- Taras, Alexander (2000). 《Корабли Российского императорского флота 1892–1917 гг.》 [Ships of the Imperial Russian Navy 1892–1917]. Library of Military History (러시아어). 민스크: Kharvest. ISBN 978-985-433-888-0.
- Watts, Anthony J. (1990). 《The Imperial Russian Navy》. 런던: Arms and Armour Press. ISBN 0-85368-912-1.
- MPHK Catalogue of collectible silver coins 2012-13 p.37., p.81